# كارول برونو
كارول برونو (بالإنجليزية: Carol Bruneau)‏ (1956)؛ روائية كندية.